# Crimson
Crimson és una sèrie de còmic de fantasia i terror il·lustrada pel dibuixant Humberto Ramos i guionitzada per Brian Augustyn, amb elements addicionals al guió de F. G. Haghenbeck i Óscar Pinto. La sèrie va començar l'any 1998 i va durar 24 números. Els primers 7 números van ser publicats com a part d'Image Comics a la línia Cliffhanger i els 17 darrers van ser publicats per Wildstorm, entre març de 1999 i febrer de 2001. També es va publicar un número especial protagonitzat per la caçadora de vampirs Scarlet X i l'origen del vampir Joe, dos dels principals personatges de la sèrie.
La història de Crimson és protagonitzada per un jove adolescent anomenat Alex Elder que una nit és atacat amb els seus amics per una banda de vampirs. Ekimus, l'últim vampir d'una antiga raça antecessora de la humanitat salva a Alex i afirma que és l'escollit. El protagonista es converteix en un vampir amb poders molt superiors al que és normal. La sèrie segueix les aventures de Alex mentre s'adapta a la seva nova vida i carrega amb les seves responsabilitats. Al seu camí aviat apareix Joe, un altre vampir, i Scarlet X, una caçadora de vampirs. També hi apareixen altres criatures sobrenaturals com ara homes llop, àngels, dracs i temes bíblics.

## Personatges
- Alex Elder "l'escollit": És el protagonista del còmic, un jove adolescent que només pensa a passar-ho bé i estar amb la seva xicota, Julie Ryder. Una banda de vampirs l'ataca una nit a Central Park de Nova York però no mor i Ekimus el rescata i es converteix en el seu mestre. Li costa acceptar que és un vampir, però quan assassinen a la que era la seva xicota es converteix en una bèstia. Tant Ekimus com altres dos vampirs l'ajuden a controlar-se i a descobrir que és l'escollit i que haurà d'enfrontar-se a la mare i reina de tots els vampirs.
- Ekimus: El primer de la raça dels Grigori, que van trepitjar la terra abans que els humans. D'aspecte sembla un mico, amb la pell grisa i és molt alt. És el mestre de l'Alex i confia plenament en ell com a escollit.
- Joe: Vampir indi que sempre porta la cara pintada. És el millor amic de l'Alex un cop s'ha convertit en vampir i l'ajuda amb la seva nova vida i per preparar-se per lluitar.
- Scarlet X: És una caçadora de criatures obscures i pertany a l'Ordre de les Capes Vermelles. Tot i que al principi intenta matar a l'Alex i el Joe, amb el temps descobreix que no són una amenaça i s'hi uneix per lluitar a la guerra que es desencadena entre els vampirs.
- George David "el Gl'ooscap": Oficial de policia que investiga la desaparició de l'Alex. Coincideix amb Scarlet X quan descobreix que és la reencarnació de Sant Jordi i també s'uneix a la lluita en la guerra entre vampirs.
- Zophiel: Àngel caigut que s'enamora i comença una relació amb l'Alex. És una dona forta i valenta, calva, amb símbols en un ull que indiquen que és una caiguda. És amiga d'Azrael.
- Senador Victor van Fleet: Vampir molt poderós, mà dreta de Liseth. El pare d'Alex treballa a la seva oficina i li para una trampa per atraure a l'Alex.
- Liseth: Antagonista de la història, reina i mare de tots els vampirs. Va tenir una relació amb Ekimus després de ser creada, abans que apareguessin els primers humans. És cruel, sanguinària i malvada.